# Ampinana
Ampinana è una frazione del comune di Vicchio, in Toscana.

## Storia
Ampinana era un possedimento dei vescovi di Fiesole, confermata loro dal pontefice Pasquale II nel 1103 e da Innocenzo II nel 1134; fu anticamente sede di una rocca medievale, la Rocca di Ampinana appunto, possedimento dei conti Guidi del ramo di Marcovaldo da Dovadola, distrutta dai fiorentini nel 1291 perché ospitante i ghibellini locali. La chiesa parrocchiale di San Michele era una filiale della pieve di Corella. Nativo di Ampinana fu Giovanni di Buto, notaio mugellano artefice del cosiddetto "atto di San Godenzo", commerciante, giudice e amministratore di siti feudali per i conti Guidi.
Nel 1841 risiedevano nella piccola frazione 143 abitanti.
All'inizio degli anni Novanta Ampinana salì agli onori della cronaca per aver dato i natali a Pietro Pacciani, sospettato Mostro di Firenze, che qui nacque in località "i' barzo" il 7 gennaio 1925.

## Monumenti e luoghi d'interesse

### Architetture religiose
- Ex chiesa di San Michele, con campanile a vela di mattoni, la facciata a capanna con rosone circolare, oggi adibita ad abitazione privata, conservava al suo interno una croce processionale in bronzo dorato, con incisioni raffiguranti la Madonna, San Giovanni e i simboli dei quattro Evangelisti, e una tela raffigurante il Santo Patrono.[6]

### Architetture militari
- Ruderi della Rocca di Ampinana.